# Kuiper (geslacht)
Kuiper (ook: Feenstra Kuiper) is de naam van een van oorsprong Fries geslacht dat vooral veel predikanten, en enkele hoogleraren voortbracht en in 1960 werd opgenomen in het Nederland's Patriciaat.

## Geschiedenis
De stamreeks begint met Bouwe Jacobs, bootsman, die in 1677 in Harlingen overleed. Een van zijn zonen was meesterkuiper. Zijn kleinzoon, Simon Jacobs (overleden 1743), nam de familienaam Kuiper aan. Diens kleinzoon, Esge Jacobs Kuiper (1737-1802) werd in 1762 burger van Leeuwarden. Een zoon van de laatste, Taco Esges, was de eerste predikant in de familie.

## Bekende telgen
ds. Taco Esges Kuiper (1766-1813), doopsgezind predikant, laatstelijk te Blokzijl
- ds. Jan Kuiper (1794-1882), doopsgezind predikant, laatstelijk te IJlst
- Esge Taco Kuiper (1796-1868), notaris te Bolsward; trouwde in 1823 met Neeltje Feenstra (1801-1858), dochter van ds. Pieter Wepkes Feenstra en Anna Pieters Hiddema.
  - ds. Taco Kuiper (1824-1906), doopsgezind predikant, laatstelijk te Amsterdam
    - Neeltje Kuiper (1850-1942), directeur H.B.S. voor Meisjes te Dordrecht
    - Elizabeth Kuiper (1852-1919); trouwde in 1880 met ds. Abraham Cornelis Leendertz (1854-1930), doopsgezind predikant laatstelijk te Sappemeer, Vrijzinnig Hervormd predikant te Leiden, Nederlands Hervormd predikant laatstelijk te Budel
    - prof. dr. Koenraad Kuiper (1854-1922), hoogleraar Griekse Taal- en Letterkunde en Griekse Oudheden Universiteit van Amsterdam
      - prof. dr. Wolter Everard Johan Kuiper (1883-1951), hoogleraar Griekse Taal- en Letterkunde en Griekse Oudheden Universiteit van Amsterdam
        - Koenraad Kuiper (1912-1988), rector Knorringa Avondlyceum en Barlaeus Gymnasium
        - Dirk Frederik Kuiper (1913-2006), fluitist Concertgebouworkest, fluitbouwer

      - dr. Koenraad Kuiper (1888-1971), oud-directeur Rotterdamse Diergaarde Blijdorp
        - Gerrit Tammo Jan Kuiper (1914-1996), architect
        - Elisabeth Kuiper (1918-2014), lerares viool; trouwde in 1943 met Marius Jacobus de Monchy (1909-1975), hoofdleraar Piano Rotterdams Toonkunst Conservatorium, musicus en componist

    - Anna Cornelia Kuiper (1860-1934), lerares Engelse Taal te Dordrecht, schrijfster van meisjesboeken
    - dr. Abraham Kornelis Kuiper (1864-1944), doopsgezind predikant, laatstelijk te Amsterdam
      - dr. Taco Kuiper (1894-1945), leraar Oude Talen te Amsterdam, tevens directeur Nederlandse Stichting voor Psychotechniek te Utrecht
        - Abraham Kornelis Kuiper (1922-1943), gefusilleerd door de Duitsers
        - Sape Kuiper (1924-1943), gefusilleerd door de Duitsers

      - Johanna Engelberta Kuiper (1896-1956), letterkundige; trouwde in 1935 met dr. Klaas Abe Schipper (1906-1949), Nederlands Hervormd predikant te Etersheim en Schardam
        - dr. Kristofer Schipper (1934-2021)[1]

      - ds. Frederik Kuiper (1898-1974), doopsgezind predikant, laatstelijk te Amsterdam, voorzitter van het comité Socialisme en Kerk
      - Esgo Taco Kuiper (1902-1985); trouwde in 1926 met Johanna Insinger (1903-1999); trouwde in 1940 met Elisabeth Clara Schuller tot Peursum (1917-2004). Zij hertrouwde in 1972 met jhr. mr. Marien de Jonge (1911-2012), kolonel der cavalerie.
        - Thérèse Esgo Kuiper (1927-1986); trouwde in 1954 met Pieter Mello Heil (1920-2003), journalist, publicist
        - Taco Esgo Kuiper (1941-2004), uitgever in Zuid-Afrika, onderzoeksjournalist en oprichter van het Taco Kuiper Fund en naamgever van de Taco Kuiper Award
        - mr. Joost Christiaan Lodewijk Kuiper (1947), oud-bankier, curator DSB Bank, bestuurder Nexus Instituut, bestuurder Prins Bernhard Cultuurfonds, penningmeester Mondriaanstichting; trouwde in 1973 met drs. Cornelia Willemina Bierman (1950), lid van de familie Bierman

  - mr. Pieter Feenstra Kuiper (1828-1911), stamvader van de tak Feenstra Kuiper.
    - Esgo Taco Feenstra Kuiper (1857-1908), boekdrukker, later journalist, publiceerde in 1905 Zondaars te Konstantinopel. Trouwde op 9 mei 1887 in Meppel met Sophia Anna Cornelia Crull (1864), van wie hij op 11 december 1900 in Meppel scheidde.[2]
      - dr. Pieter Feenstra Kuiper (1888-1969), docent wis- en natuurkunde, schrijver van schaakboeken
      - dr. Jan Feenstra Kuiper (1890-1927), adjunct-tolk aan Hr. Ms. Gezantschap te Tokio
      - Fenna Feenstra Kuiper (1892-1983), letterkundige, schrijfster van kinderboeken

    - Titia Feenstra Kuiper (1860-1942), zanglerares
    - Neeltje Feenstra Kuiper (1864-1936), directrice Julia Woutersstichting te Oudeschoot